# Devi’s Fall

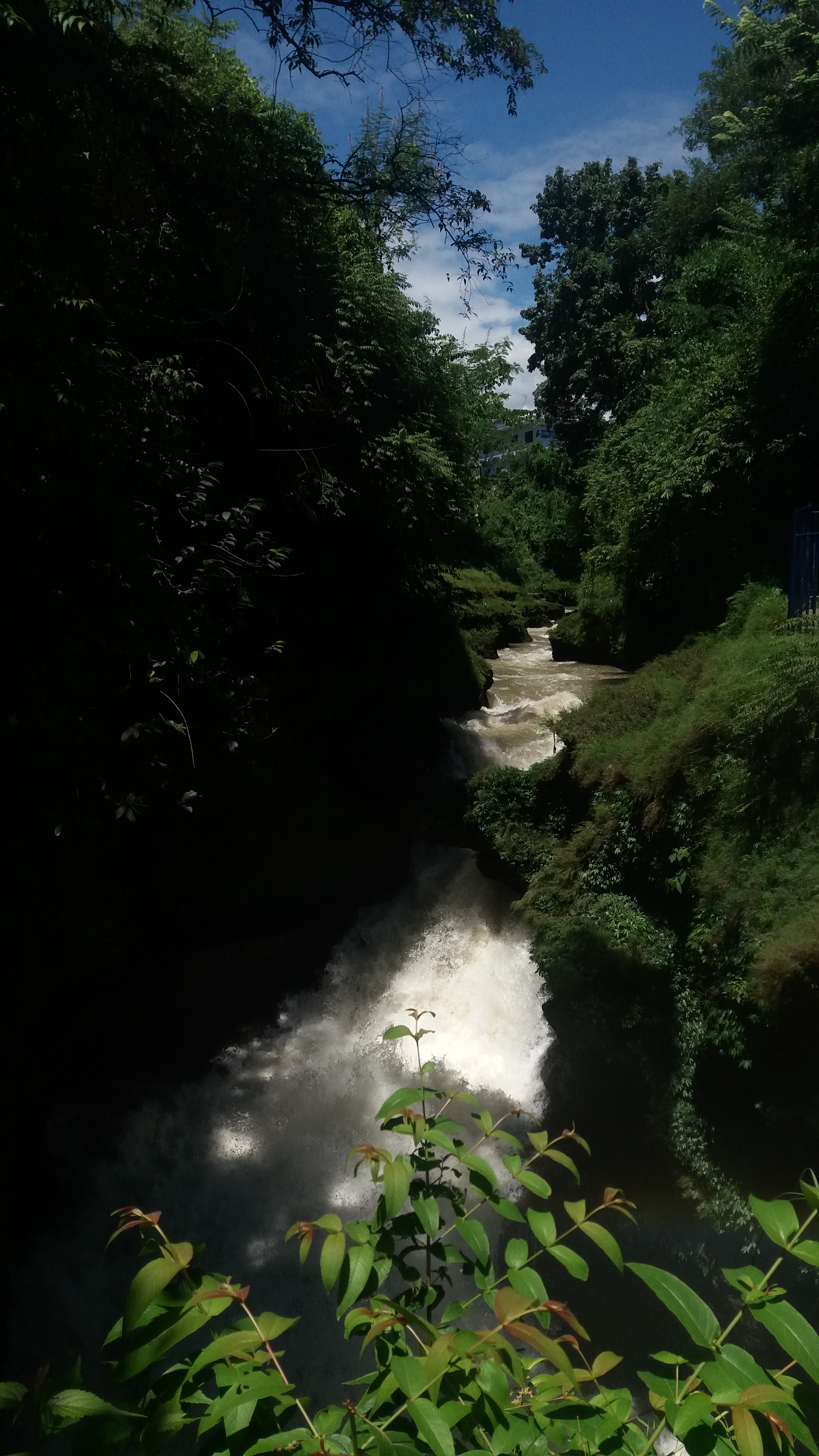
Devi’s Fall (2019)

Der Devi’s Fall, auch Davis Falls genannt (nepalesisch: पातले छाँगो पाताले छाँगो, Patale Chhango), ist ein Wasserfall in Nepal. Er ist mit der Aktennummer NP-KAS-05 als Naturdenkmal geschützt.

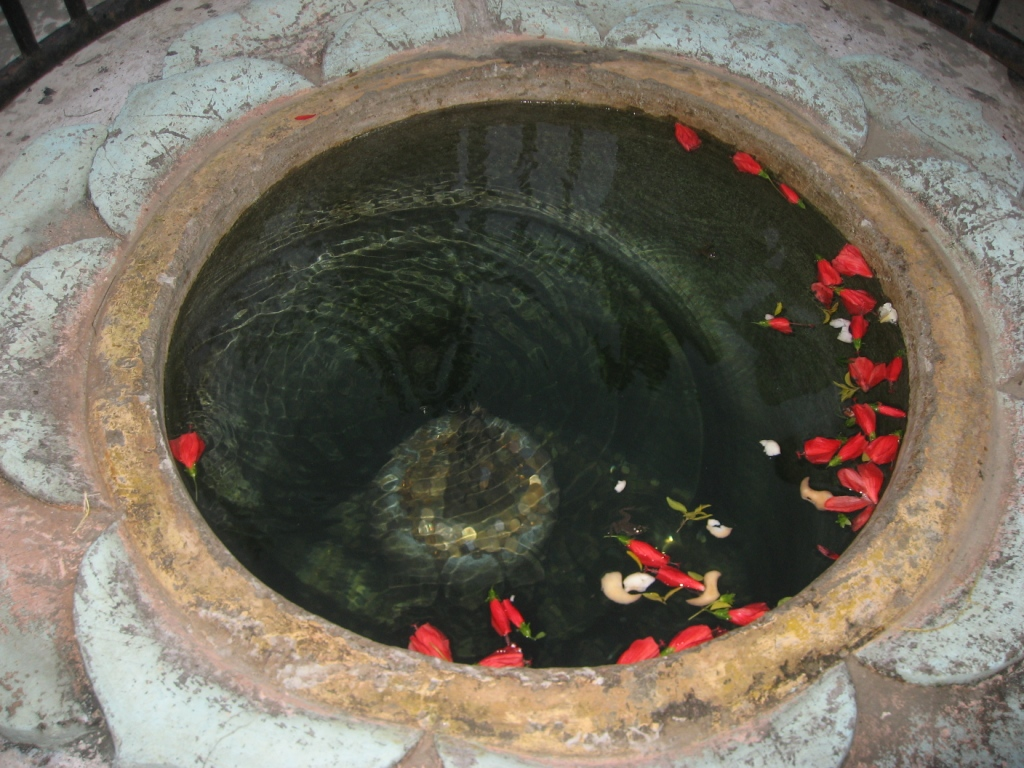
Opferschlund (2015)

## Lage
Der Wasserfall liegt südwestlich von Pokhara im Tal des Pardi Khola – ein rechter Zufluss der Seti Gandaki – auf etwa 780 m Höhe. Zwei Kilometer östlich befindet sich der Flughafen Pokharas.

## Beschreibung
Der Fluss hat sich in dem Kalksteinmassiv eine beeindruckende Schlucht geschaffen. Unmittelbar unterhalb des Wasserfalles versinkt er für 150 m, verläuft unterirdisch bei der Gupteshwor Mahadev Cave und tritt 500 m weiter südlich wieder zu Tage.

## Geschichte
Seinen Namen erhielt der Wasserfall 1961, als dort das Schweizer Paar Davi schwimmen ging. Die Frau ertrank, als sie in einen Schlund des Abflusses geriet. Ihre Leiche wurde drei Tage später weit flussabwärts geborgen. Heute ist der Ort bei Touristen beliebt und Pilger werfen Münzen und Blumen in einen symbolischen Opferschlund, der der Gottheit Manakamna Bhagwatiand geweiht ist.